# کیو وی سی
کیو وی سی (انگلیسی: QVC) یک شبکه تلویزیونی رایگان آمریکایی است که متعلق به گروه خرده فروشی Qurate است.